# Blood Moon (Ingrid-Laubrock-Album)
Blood Moon ist ein Jazzalbum von Ingrid Laubrock und Kris Davis. Die am 10. Juni 2019 im Oktaven Audio, Mt Vernon, NY. entstandenen Aufnahmen erschienen im Juni 2020 auf Intakt Records.

## Hintergrund
Laubrock hatte bereits im Vorjahr eine Duoplatte mit Aki Takase vorgelegt, der nun dieses Duoalbum folgte. Sie und Davis erkannten sich schon vor Laubrocks Umzug nach New York City 2008 als musikalische „Seelenverwandte“. Bevor sie diese Duoproduktion durchführten, hatten die beiden in verschiedenen Kontexten zusammengearbeitet, insbesondere in Laubrocks Gruppe Anti-House, zu der auch die Gitarristin Mary Halvorson, der Bassist John Hébert und der Schlagzeuger Tom Rainey gehörten, sowie im Trio Paradoxical Frog mit dem Schlagzeuger Tyshawn Sorey.
Die beiden Musikerinnen spielen auf Blood Moon ein Programm von sieben Originalkompositionen, vier von Laubrock und drei von Davis, sowie zwei kollektiv entstandene Stücke.

## Titelliste

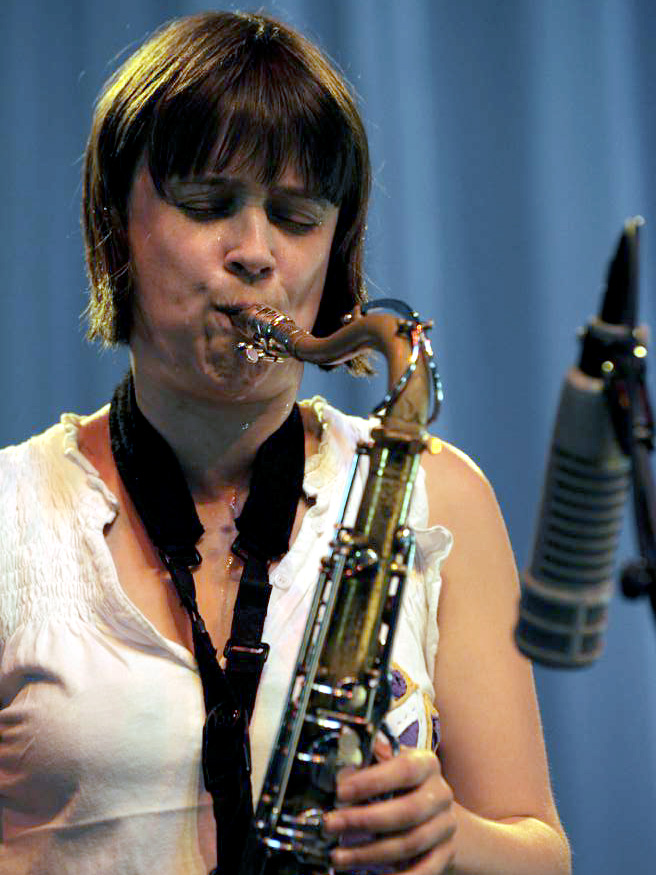
Ingrid Laubrock 2011

- Ingrid Laubrock & Kris Davis: Blood Moon (Intakt Records – Intakt CD 345

1. Snakes and Lattice (Kris Davis) 7:19
2. Blood Moon (Ingrid Laubrock) 6:26
3. Gunweep Laubrock, Davis) 4:34
4. Flying Embers (Kris Davis) 7:34
5. Whistlings (Ingrid Laubrock) 5:28
6. Maroon (Ingrid Laubrock) 6:35
7. Golgi Complex (Kris Davis) 8:19
8. Elephant in the Room (Laubrock, Davis)  3:56
9. Jagged Jaunts (Ingrid Laubrock) 2:28

## Rezeption
Nach Ansicht von John Chacona (All About Jazz) zählt Blood Moon zu den besten Jazzalben des Jahres. Phil Freeman (Stereogum) wählte das Album als eine der besten Veröffentlichungen des Monats aus und schrieb, Laubrock und Davis kennen sich gut und können sich schnell und einfach verbinden. Unter vielen Umständen wäre dies ein Rezept für Langeweile und Klischees, da die Spieler in vorhersehbare Muster verfallen, Lieblingslicks herausziehen und sich in der Mitte treffen, ohne wirklich nachzudenken oder sich gegenseitig herauszufordern … aber nicht hier. Der Eröffnungstrack dieses Albums, „Snakes and Lattice“, kombiniere eine stachelige, fast Anthony-Braxton-artige Melodie mit langen Passagen abenteuerlicher und spannender Duo-Improvisation.
Gemeinsam mit Davis sei Laubrock „ein besonders dichtes Duo-Album“ gelungen, stellte Peter Rüedi in der Weltwoche fest. Aus der „Nähe der beiden Partnerinnen“ folge kein spannungsloser Einklang. „Zwar finden sie sich gelegentlich überraschend zu kurzen Unisono-Parallelläufen, aber die abstrakte Poesie ihrer Musik entwickelt sich im Wesentlichen aus gegenseitigen sanften Provokationen.“ Die Musik von Blood Moon sei „abstrakt, aber nicht hermetisch. Auffallend ist bei diesem Dialog ein erzählerisches Element. Es sind Gespräche ohne Worte in zwei Dialekten einer musikalischen Metasprache.“
Tony Dudley-Evans (London Jazz News) schrieb, die Musik auf diesem Album sei „diese wunderbare Kombination aus Komposition und Improvisation, bei der sich das eine mühelos in das andere bewegt und der Hörer nie ganz sicher sein kann, wo die Übergänge sind.“ Beide Spieler seien ausgezeichnete Komponistinnen und ihr musikalisches und persönliches Einfühlungsvermögen sorge dafür, dass die Kompositionen den Charakter der beiden Spielerinnen wirklich zur Geltung bringen. Es gebe jedoch einige Unterschiede in ihren Kompositionsstilen, so der Autor; Kris Davis’ Melodien wirkten eigenartiger und spielten eher mit der Form des Stücks. Laubrocks Melodien wirkten dagegen eher geradlinig, etwas melodischer als Davis’ rhythmischerer Ansatz. Der Titeltrack „Blood Moon“ sei ein typisches Beispiel  dafür; es sei eine attraktive Melodie, die einen sehr geeigneten Rahmen für die Improvisationen schaffe. Dies sei ein sehr attraktives Album voller großartiger musikalischer Zwiesprache zwischen zwei guten Spielerinnen, so Dudley-Evans’ Resümée.
Nach Ansicht von John Sharpe, der das Album in All About Jazz rezensierte, erzeuge Davis’ Vorliebe für wiederholte Motive Struktur, während deren Abbau auf dem gegenüberliegenden Bereich der Tastatur einige auffällige Kontraste erzeuge. Beide Frauen hätten das Talent, Linien zu formen, die eine einfache Auflösung vermeiden. Hingegen meide Laubrock die Extreme in ihren schrägen Erzählungen, abgesehen von der ausdrucksstarken Betonung, und sei am flüchtigsten beim spontanen „Gunweep“. Davis’ nervöse Tremolos und schwungvolle Glissandos halten Schritt; Die Verbindung zwischen ihnen sei so groß, dass solche Passagen leicht als arrangiert durchgehen können.